# Петровский, Дмитрий Васильевич
Дмитрий Васильевич Петровский (1892—1955) — русский советский поэт, прозаик. Член союза «Председателей земного шара».
Участник Гражданской войны.

## Биография
Родился в 1892 году в семье сельского священника. Воспитывался сначала в бурсе и семинарии (Черниговской), парты которой четырнадцатилетним мальчуганом сознательно предпочёл школьному образованию экстерном, решившись сдавать экзамены и получать образование по линии гражданской, а не духовной, и получил «аттестат зрелости» в 1910 году.
Учился в Школе Живописи, после предварительно двухгодичных занятий в студии Юона. Сочинял стихи. 
Во время Гражданской войны — командир партизанского отряда в Украине (на Черниговщине) с начала Октябрьского переворота, со дня разрыва Центральной Рады отношений с РСФСР — с 3 декабря 1917 года. С сентября по декабрь 1918 года просидел в тюрьме в Чернигове, ожидая расстрела. После примирения с Польшей и разгрома Врангеля — вернулся в Москву и занялся оборванной в 1916 году поэтической деятельностью.

## Характеристика творчества
Примыкал к ЛЕФу, наряду с Б. Пастернаком представлял «правое крыло» организации..
Одна из основных тем творчества — гражданская война. Очерки, собранные в сборнике «Повстанья», дают яркую художественную хронику событий 1918 на Украине. Героизировал период гражданской войны и удаль советского казачества («Галька», «Червонное казачество»). В области формы продолжал унаследованные от Хлебникова словесные искания, стремился «найти язык», обогатить его неологизмами и усложнить. Тяготел к песенному фольклору; его песни динамичны, сюжетны, богаты лексически и певучи, в них использованы разнообразные ритмы.
Критики-современники (в частности, А. В. Луначарский) считали, что Д. В. Петровский не смог дать чёткого классово осмысленного освещения событий гражданской войны; индивидуалистическое восприятие поэта в цикле философской лирики («Поединок») переходит в крайний субъективизм и граничит с мистикой. Очерки о коллективизации («Денис Кочубей») признавались художественно слабыми. Указывалось, что, несмотря на свежесть языка и яркость образов (особенно в «Черноморской тетради»), стиль оставался напряжённым, страдал отсутствием простоты. Особенности творчества объяснялись непреодолённым импрессионистическим, анархически-стихийным мироощущением автора, которое сводится к мелкобуржуазной основе его творчества. 
Жестко полемизировал с идеологами РАПП.
Похоронен на Ваганьковском кладбище (35 уч.).

## Избранные публикации
- Петровский Дм. Поединок: Стихи. — М.: Узел, 1926. — 34, [2] с., 1 л. портр.
- Петровский Дм. Абрам Беркович: Стихи // Звезда. — 1927. — № 8. — С. 40.[3]
- Петровский Д. В. Арест. — Л.: Прибой, 1925. — 28 с.[4]
- Петровский Д. В. Воспоминания о Велемире Хлебникове. — М.: Огонёк, 1926. — 48 с. — (Б-ка «Огонёк»; № 162).[4]
- Петровский Д. В. Воспоминания о Велимире Хлебникове. Арест и др. — М.: Федерация, 1929. — 155 с.[5]
- Петровский Дм. Галька. Стихи. — М.: Круг, 1928
- Петровский Дм. Червонное казачество. Стихи. — М.-Л.: Земля и фабрика. 1928
- Петровский Дм. Избранные стихи. — Л., 1935
- Петровский Дм. За Шиллера. // Литературная газета, 1933, № 33.
- Петровский Дм. Гений и распутство: Стихи // Звезда. — 1928. — № 10. — С. 42.[6]
- Петровский Дм. Долорес Ибаррури: Стихи // Звезда. — 1936. — № 11. — С. 6.[7]
- Петровский Дм. Здание ЦЕКА ВКП(б): Стихи // Звезда. — 1928. — № 3. — С. 146.[6]
- Петровский Дм. Из неопубликованного: [До дому; Песнь о реках; Мать]: Стихи // Звезда. — 1957. — № 9. — С. 43.[8]
- Петровский Дм. [Из цикла «Испания»]: Красные крылья. «Я — сын трудового народа...»: Стихи // Звезда. — 1937. — № 4. — С. 46.[9]
- Петровский Дм. Из цикла стихов «Вторая Черноморская» // Звезда. — 1936. — № 4. — С. 73.[7]
- Петровский Дм. Крым: Стихи // Звезда. — 1930. — № 1. — С. 128.[10]
- Петровский Дм. Первый полк: Отрывок из «Драматической эпопеи» // Звезда. — 1934. — № 5. — С. 30.[11]
- Петровский Дм. Лейтенант Кукель: Стихи // Звезда. — 1925. — № 4. — С. 142.[12]
- Петровский Дм. Мороз. Ветер: Стихи // Звезда. — 1926. — № 3. — С. 146.[13]
- Петровский Д. В. Повстанья : (Восемнадцатый год) : [Рассказы]. — М. ; Л.: Земля и фабрика, 1925. — 150 с.[4]
- Петровский Д. В. Поединок : [Стихи]. — М.: Узел, 1926. — 34 с.[4]
- Петровский Д. В. Пустынная осень : Стихи. — [Саратов]: Верблюженок, 1920. — 207 с.[4]
- Петровский Дм. Стихи из книги «В гостях у Лермонтова»: Вызов. Мираж Дарьяла. Смерть у Ларса. Скалы. // Звезда. — 1934. — № 9. — С. 21.[11]
- Петровский Дм. Стихотворения: [Русская былина; Любечанский берег; Добрынин щит] // Звезда. — 1945. — № 10/11. — С. 28.[14]
- Петровский Дм. Танец: Стихи // Звезда. — 1927. — № 4. — С. 64.[3]
- Петровский Дм. Черноморская тетрадь. Стихи. — М., Молодая гвардия, 1928.
- От символистов до обэриутов. Поэзия русского модернизма [Текст] : антология : в 2 кн / [Сост.: А. А. Кобринский, О. А. Лекманов; Ред.: Н. А. Богомолов].. — М.: Эллис Лак, 2001. — Т. 1. — 703 с. — ISBN 5-88889-047-2.[15]
- Петровский Дм. Избранное. — М., 1957
- Петровский Дм. Избранное. — М., 1956